# Minnesmärket i Lund över koncentrationslägrens offer

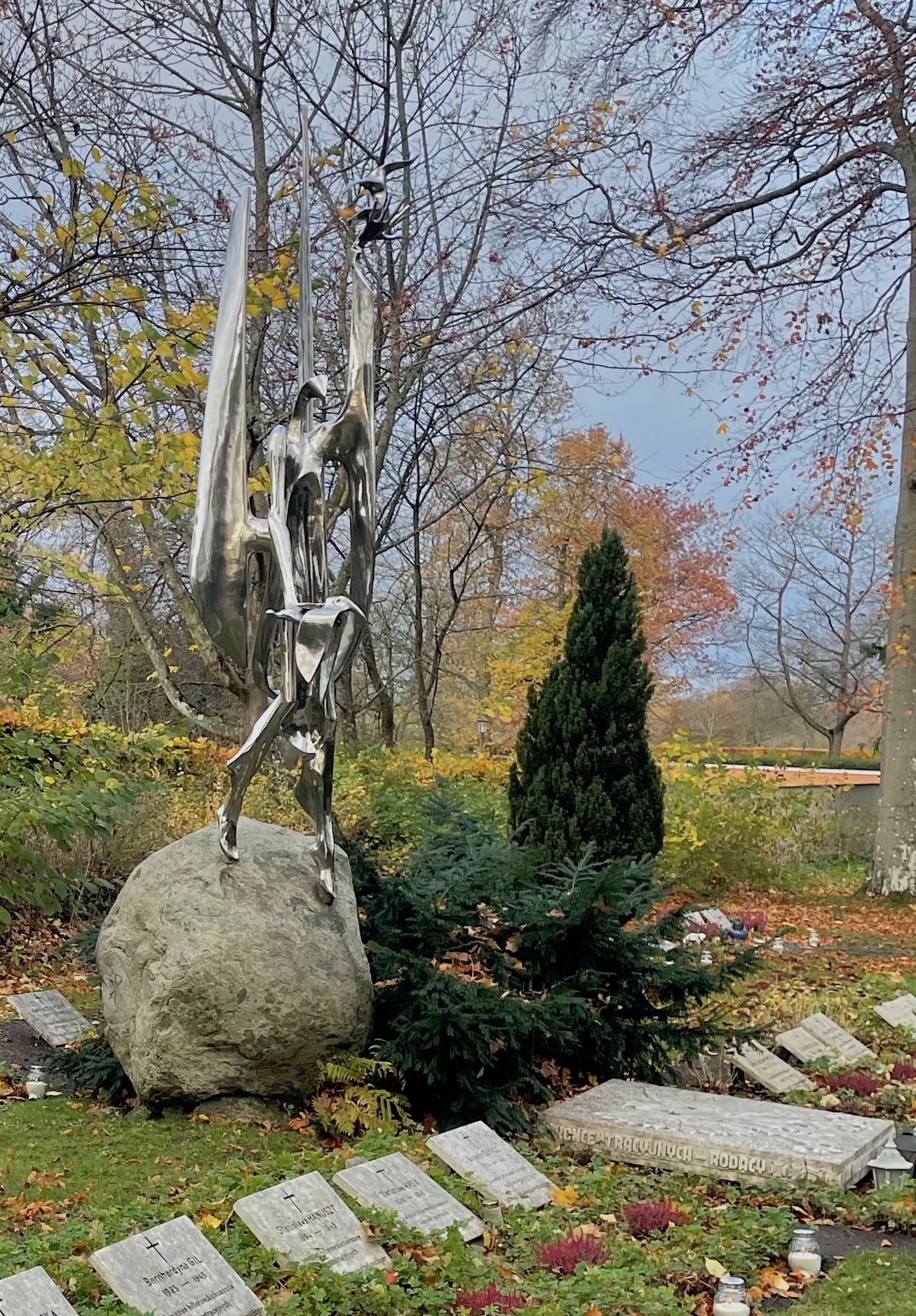
Nazismens offer, Norra Kyrkogården i Lund, foto: T. Wieloch

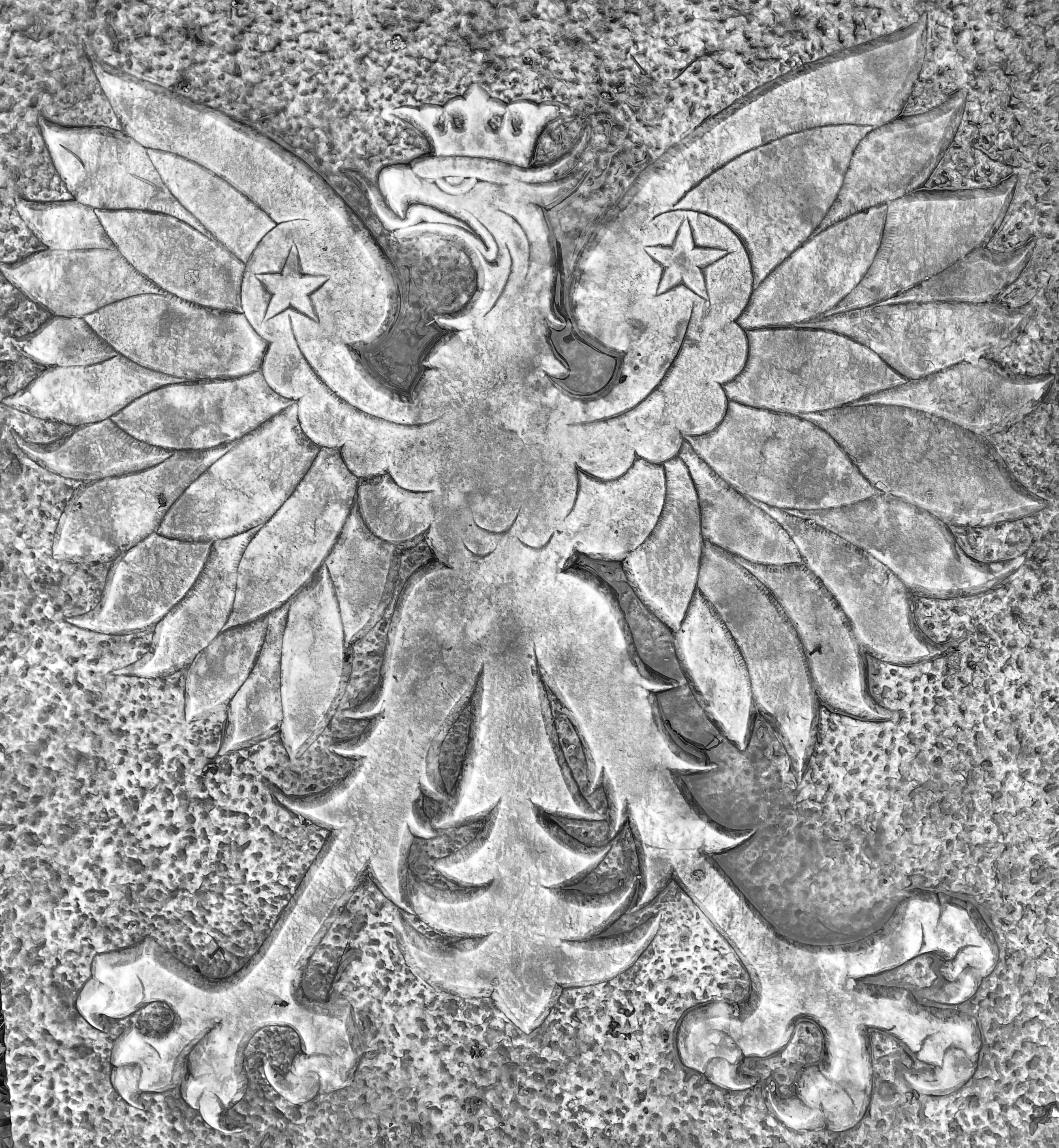
Marmorplatta med Polens statsvapen, foto: T. Wieloch

Minnesmärket i Lund över koncentrationslägrens offer.  På Norra Kyrkogården i Lund (västra linjen) står ett minnesmärke över de 26 polska flyktingar som kom till Sverige från de nazistiska koncentrationslägren i Tyskland efter andra världskrigets slut, och som avled kort efter ankomsten.Det består av en skulptur och en marmorplatta.  Skulpturen föreställer en stiliserad ängel som i sin högra hand håller en liggande duva med utslagna vingar symboliserande det oskyldiga offret som lidit martyrdöden. Ur den vänstra handen lyfter en duva mot skyn, symboliserande seger och frihet - den avlidna offrets odödliga och befriade själ.  Skulpturen, skapad av den ungersk-svensk-japanske konstnären Nándor Wagner, anspelar på Markusevangeliet 16:6 ”Varen icke förskräckta. I söken Jesus från Nasaret, den korsfäste. Han är uppstånden”. Skulpturen är gjuten i rostfritt stål av Höganäs-Billesholms AB och är ca 4 m hög. Den står på en mer än två ton tung sten, hämtad på strandremsan vid Hörte, en symbol för skånekusten dit flyktingarna anlände. Framför skulpturen ligger en marmorplatta med Polens statsvapen, den vita örnen, och med texten ”till koncentrationslägrens offer – polska landsmän” inhuggen på plattans sidor. Plattan är tillverkad av S. Wahlmans Bildhuggeri i Lund.
För minnesmärkets tillkomst ansvarade den Polska Monumentkommittén, som bildades den 13 juni 1962 på initiativ av grevinnan Ludwika Broel-Plater (ordförande) tillsammans med Stanisław Świetlicki (vice ordförande), Antoni Wieloch (sekreterare), och Maria Kwaśniewska (kassör). Minnesmärkets tillkomst bekostades av donationer från polska kolonin och vänner i Lund med grevinnan Ludwika Broel-Plater som huvuddonator, samt polska organisationer i Sverige och utomlands. Den 27 oktober 1963 avtäcktes minnesmärket av general Zdzisław  Przyjałkowski, ordförande i dåvarande polska flyktingrådet, och invigdes av Monsignore Czesław Chmielewski i närvaro av Kyrkogårdsrådets ordförande Pastor Per Blomquist. Den 4 februari 1964 överlämnades  minnesmärket till Lunds kyrkliga samfällighet.